# 오카무라 야스유키
오카무라 야스유키(岡村 靖幸, 1965년 8월 14일 ~ )는 일본의 록 음악가, 음악 프로듀서이다. 효고현 고베시에서 태어났으며, 1986년에 데뷔했다. 각성제 소지법 위반으로 체포된 경험이 3번 있다.